# دراکولا ۵: میراث خون
دراکولا ۵: میراث خون (انگلیسی: Dracula 5: The Blood Legacy) یک بازی ویدئویی ماجراجویی گرافیکی تک‌نفره برای سکوهای ویندوز، اواس ده، آی‌اواس و اندروید می‌باشد که توسط کالاباس استودیو توسعه و میکروییدز نشر پیدا کرده‌است.
این بازی قبل از دراکولا ۴: سایه اژدها (۲۰۱۳) می‌باشد.

## خلاصه داستان
بازی با صحنه پایانی سایه اژدها آغاز میشود. الن کراس، مرمتگر آثار هنری از موزه متروپولیتن، شانزدهمین تابلوی فهرست نشده از مجموعه وامبری را باز میکند که تصور میکند پرترهای از دراکولا باشد. اما با دیدن پرتره دستیار وامبری، آدام استوکر (نتیجه برام استوکر)، شوکه میشود که ناگهان تابلو جان میگیرد - آدام نیشهایش را نشان داده و به سوی الن حمله‌ور میشود.  
این صحنه اما تنها یک کابوس بوده است. در واقعیت، الن با تابلوی بسته به نیویورک بازگشته است. فیلیپس در موزه به او اطلاع میدهد که پلیس ترکیه جسدی در محل یانک پیدا نکرده و به احتمال زیاد او پس از فهمیدن ورود غیرقانونی الن، آپارتمانش را تخلیه کرده است. بنابراین هنوز مشخص نیست یانک برای چه کسی کار میکرده و چرا چندین تابلو گمشده از مجموعه وامبری در اختیار داشته است.  
در همین حال، الن تابلو را باز میکند و میبیند که سطح آن با یک صلیب سیاه از قیر پوشانده شده است. همکارش جری بروسکی توضیح میدهد که در گذشته مردم برای دفع خون‌آشام‌ها، صلیبهایی از قیر سیاه بر درهای خانه‌هایشان میکشیدند. از آنجا که به نظر میرسد وامبری از این تابلو ترسیده بوده، جری حدس میزند که احتمالاً خود وامبری این صلیب را کشیده است.  